# Enhydris
Enhydris is een geslacht van slangen uit de familie waterdrogadders (Homalopsidae).

## Naam en indeling
De wetenschappelijke naam van de soort werd voor het eerst voorgesteld door Charles-Nicolas-Sigisbert Sonnini de Manoncourt en Latreille in 1802. Er zijn zes soorten, inclusief de pas in 2005 beschreven soort Enhydris chanardi. Veel soorten behoorden eerder tot andere geslachten, zoals Hypsirhina. Lange tijd was het soortenaantal aanzienlijk hoger rond de 20, maar vrij recentelijk (2014) zijn de meeste soorten afgesplitst naar andere geslachten. Voorbeelden zijn Dieurostus dussumieri, Kualatahan pahangensis, Mintonophis pakistanicus en Miralia alternans.

## Uiterlijke kenmerken
De slangen worden klein tot middelgroot, de soort Enhydris innominata wordt nog geen 20 centimeter lang terwijl Enhydris subtaeniata bijna 90 cm kan bereiken. De kop is lastig te onderscheiden van het lichaam door het ontbreken van een duidelijke insnoering. De ogen zijn relatief klein en hebben een ronde pupil.

## Levenswijze
Alle soorten zijn waterminnend en leven in rivieren en vochtige delen van bossen. Op het menu staan voornamelijk kikkers en vissen. De vrouwtjes zijn eierlevendbarend en zetten volledig ontwikkelde jongen af.

## Verspreiding en habitat
De slangen komen voor in delen van Azië en leven in de landen China, Indonesië, Bangladesh, Cambodja, India, Laos, Maleisië, Borneo, Myanmar, Nepal, Bhutan, Pakistan, Sri Lanka, Thailand en Vietnam en mogelijk in Singapore. De habitat bestaat uit tropische en subtropische draslanden. Ook in door de mens aangepaste streken zoals vijvers, kwekerijen en kanalen kunnen de dieren worden aangetroffen.

## Beschermingsstatus
Door de internationale natuurbeschermingsorganisatie IUCN is aan alle soorten een beschermingsstatus toegewezen. Twee soorten worden beschouwd als 'veilig' (Least Concern of LC), drie soorten als 'onzeker' (Data Deficient of DD) en een soort als 'kwetsbaar' (Vulnerable of VU).

### Soorten
Het geslacht omvat de volgende soorten, met de auteur en het verspreidingsgebied.
| Naam                 | Auteur               | Verspreidingsgebied | Beschermingsstatus |
| -------------------- | -------------------- | --- | ------------------ |
| Enhydris chanardi    | Murphy & Voris, 2005 | Thailand |                    |
| Enhydris enhydris    | Schneider, 1799      | China, Indonesië, Bangladesh, Cambodja, India, Laos, Maleisië, Borneo, Myanmar, Nepal, Bhutan, Pakistan, Sri Lanka, Thailand, Vietnam, mogelijk in Singapore |                    |
| Enhydris innominata  | Morice, 1875         | Vietnam, Thailand, Cambodja |                    |
| Enhydris jagorii     | Peters, 1863         | Thailand |                    |
| Enhydris longicauda  | Bourret, 1934        | Cambodja |                    |
| Enhydris subtaeniata | Bourret, 1934        | Thailand, Laos, Vietnam, Cambodja |                    |